# 印度巨尾魚
印度巨尾魚（学名：Gigantura indica），又名巨尾魚，为輻鰭魚綱仙女魚目巨尾魚科巨尾魚屬下的一个种，為深海魚類，分布於全球各大洋海域，深度17-2100公尺，體長可達20.3公分，棲息在底中層水域，罕見，最大的特徵為眼睛呈望眼鏡狀，生活習性不明。
种名indica意为印度的。